# Potere disciplinare
Il potere disciplinare, nel diritto del lavoro italiano, costituisce uno degli aspetti del potere direttivo del datore di lavoro.

## Disciplina normativa
Previsto dal codice civile italiano, in particolare dall'art. 2106 c.c., e si sostanzia nella facoltà di adottare specifiche sanzioni nei confronti del dipendente che violi gli obblighi di diligenza, obbedienza e fedeltà previsti dalla legge.
L'esercizio di tale potere è stato fortemente proceduralizzato e limitato con l'entrata in vigore dello statuto dei lavoratori che ha introdotto regole molto precise sia sotto l'aspetto sostanziale che sotto quello procedurale.

## I limiti sostanziali
I requisiti sostanziali per il corretto esercizio del potere disciplinare sono essenzialmente due:
1. Sussistenza ed imputabilità del fatto: l'onere della prova in ordine alla sussistenza del fatto spetta al datore. Qualora il prestatore ritenga che il fatto contestatogli non gli sia imputabile (ad es. per forza maggiore, caso fortuito, condotta di terzi, ecc.), è tenuto a dimostrare le ragioni della non imputabilità.
2. Proporzionalità tra infrazione e sanzione. Il requisito della proporzionalità, previsto dall'art. 2106 c.c., vieta al datore di lavoro di applicare sanzioni non proporzionate all'indebito contestato. Di norma i contratti collettivi prevedono le sanzioni comminabili a fronte di determinate condotte illegittime. In questo caso, il datore non può applicare sanzioni più gravi di quelle stabilite dalla contrattazione collettiva. Il controllo ultimo sulla proporzionalità spetta comunque al giudice avanti al quale la sanzione è impugnata, il quale, su espressa richiesta di parte, può anche sostituire la sanzione adottata dal datore (in ipotesi nulla per difetto di proporzionalità) con una adeguata.

## I limiti procedurali
L'art. 7 dello Statuto dei lavoratori ha introdotto alcuni requisiti di procedura per il corretto esercizio del potere disciplinare.
Il datore di lavoro è anzitutto tenuto a predisporre un codice disciplinare che stabilisca le procedure di contestazione, ed individui le infrazioni e le relative sanzioni.
Le sanzioni comminabili sono esclusivamente quelle previste dalla legge: richiamo verbale, ammonizione scritta, multa, sospensione e licenziamento “disciplinare”. In nessun caso sono utilizzabili in prospettiva sanzionatoria gli istituti attinenti alla normale gestione del rapporto di lavoro (trasferimento, mutamento di mansioni, ecc.).
Il datore di lavoro deve, in secondo luogo, rendere pubblico il codice disciplinare, mediante affissione dello stesso in luogo accessibile a tutti i dipendenti. Si ritiene che l'affissione sia forma di pubblicità indefettibile.
Anche in assenza di un codice disciplinare, o in mancanza di sua previa affissione, sono tuttavia sanzionabili i comportamenti comunemente avvertiti come antisociali e/o previsti dalla legge come reato.
In terzo luogo, il datore è tenuto a contestare per iscritto l'addebito al prestatore. La contestazione deve rispettare alcuni principi:
1. Immediatezza: l'addebito va contestato prima possibile, e in ogni caso entro il termine stabilito dal contratto collettivo. Per la Cassazione, l'immediatezza è presupposto di legittimità del provvedimento.
2. Specificità: i fatti vanno individuati in modo preciso, per consentire una difesa puntuale.
3. Immutabilità: il fatto risultante dalla contestazione non può essere successivamente modificato.

Il datore di lavoro deve inoltre consentire l'esercizio del diritto di difesa da parte del prestatore, che deve essere sentito qualora ne faccia richiesta. In caso di omessa audizione orale il licenziamento intimato a seguito di procedimento disciplinare può esser dichiarato nullo, come previsto dalla prevalente giurisprudenza. In ogni caso, le sanzioni più gravi del rimprovero verbale non possono essere irrogate prima che siano trascorsi 5 giorni dalla contestazione. La legge non prevede un termine massimo entro cui il datore può procedere ad irrogare la sanzione, termine che è però previsto da alcuni contratti collettivi (ad es. quello dei metalmeccanici).

## Impugnazione delle sanzioni
La sanzione eventualmente comminata dal datore può essere impugnata, a scelta del lavoratore, in tre distinti modi:
1. con ricorso al Giudice del lavoro, entro il normale termine prescrizionale di dieci anni
2. avanti ai collegi arbitrali eventualmente previsti dal contratto collettivo applicabile
3. avanti ai collegi di conciliazione e arbitrato costituiti in seno alle Direzioni provinciali del lavoro (anche su richiesta del sindacato, nel termine di 20 giorni dalla comminazione della sanzione).

L'impugnazione avanti ai collegi arbitrali comporta la sospensione della sanzione fino alla definizione della procedura. Se il datore di lavoro non intende partecipare alla procedura arbitrale nominando un suo rappresentante in seno al collegio, può adire il giudice del lavoro entro dieci giorni, pena la perdita di efficacia della misura sanzionatoria. La sanzione resta anche in questo caso sospesa fino alla definizione del giudizio (art. 7 l. 300/70).
È pacifico in giurisprudenza la competenza del giudice per un giudizio di merito all'esistenza dell'infrazione e alla proporzionalità della sanzione irrorata. Dal proporzionalismo fra infrazione e sanzione, essendo il licenziamento la massima sanzione disciplinare che il datore può infliggere, discende direttamente che il licenziamento non può che essere l'extrema ratio, riservata in via esclusiva alle infrazioni più gravi.
Nella valutazione di questa proporzionalità fra infrazione e sanzione, prima di un giudizio di merito e della giurisprudenza esistente, il giudice deve applicare la legge: in modo indipendente dall'infrazione e dal venire meno del rapporto fiduciario, è pertanto illegittimo il licenziamento per giusta causa che costituisca una sanzione più grave di quella (conservativa) prevista dal contratto collettivo applicabile in relazione all'infrazione contestata.
Una consolidata giurisprudenza individua nella giusta causa di licenziamento quei comportamenti tali da compromettere l'elemento fiduciario alla base del contratto e del rapporto di lavoro, e tali da non consentire la prosecuzione nemmeno per un periodo limitato, della prestazione lavorativa.